# Zala
Zala és el nom d'una província administrativa (megye en hongarès) d'Hongria. Se situa al sud-oest del país. Comparteix fronteres amb Croàcia i Eslovènia i amb les províncies de Vas, Veszprém i Somogy. La capital de Zala és Zalaegerszeg. Té una extensió de 3.784 km². El llac Balaton inunda part del territori de la província.